# Thaddäus von Ritz
Thaddäus Ritz, ab 1853 von Ritz, (* 28. Oktober 1805 in Weißenstein, Oberamt Göppingen; † 29. Juli 1866 in Rottenburg am Neckar) war ein württembergischer Theologe und Landtagsabgeordneter.

## Leben und Werk
Thaddäus Ritz besuchte die Lateinschule in Schwäbisch Gmünd und das Gymnasium in Ellwangen. Nach dem Landesexamen am niederen Konvikt Rottweil studierte er von 1826 bis 1830 katholische Theologie am Tübinger Wilhelmsstift. Nach der Priesterweihe 1831 war er Vikar in Rottweil und Pfarrverweser in Ergenzingen, bevor er 1834 Stadtpfarrer in Reutlingen wurde. 1841 wurde er Dekan und Stadtpfarrer an St. Eberhard in Stuttgart und 1848 Domkapitular in Rottenburg. In dieser Funktion war er zugleich Stadtdekan, Dom- und Stadtpfarrer. 1862 wurde er schließlich Domdekan in Rottenburg.
Als Vertreter des Domkapitels trat Thaddäus Ritz 1856 in den württembergischen Landtag ein. 
1853 wurde Thaddäus Ritz mit dem Ritterkreuz des Ordens der württembergischen Krone ausgezeichnet. Mit der Verleihung des Ordens war die Erhebung in persönlichen Adel (Nobilitierung) verbunden.